# Remtergang 2

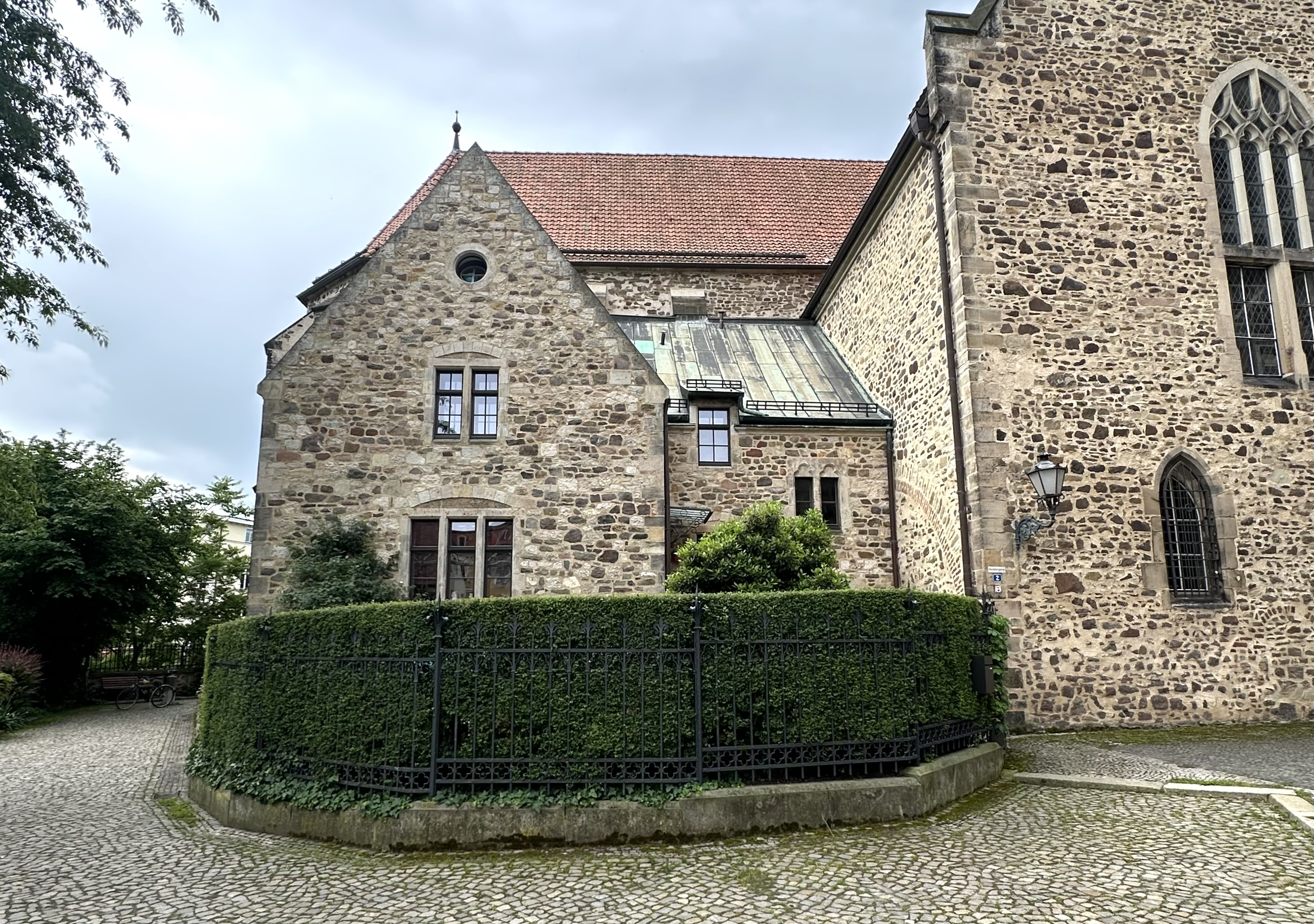
Remtergang 2, Blick von Norden, 2024

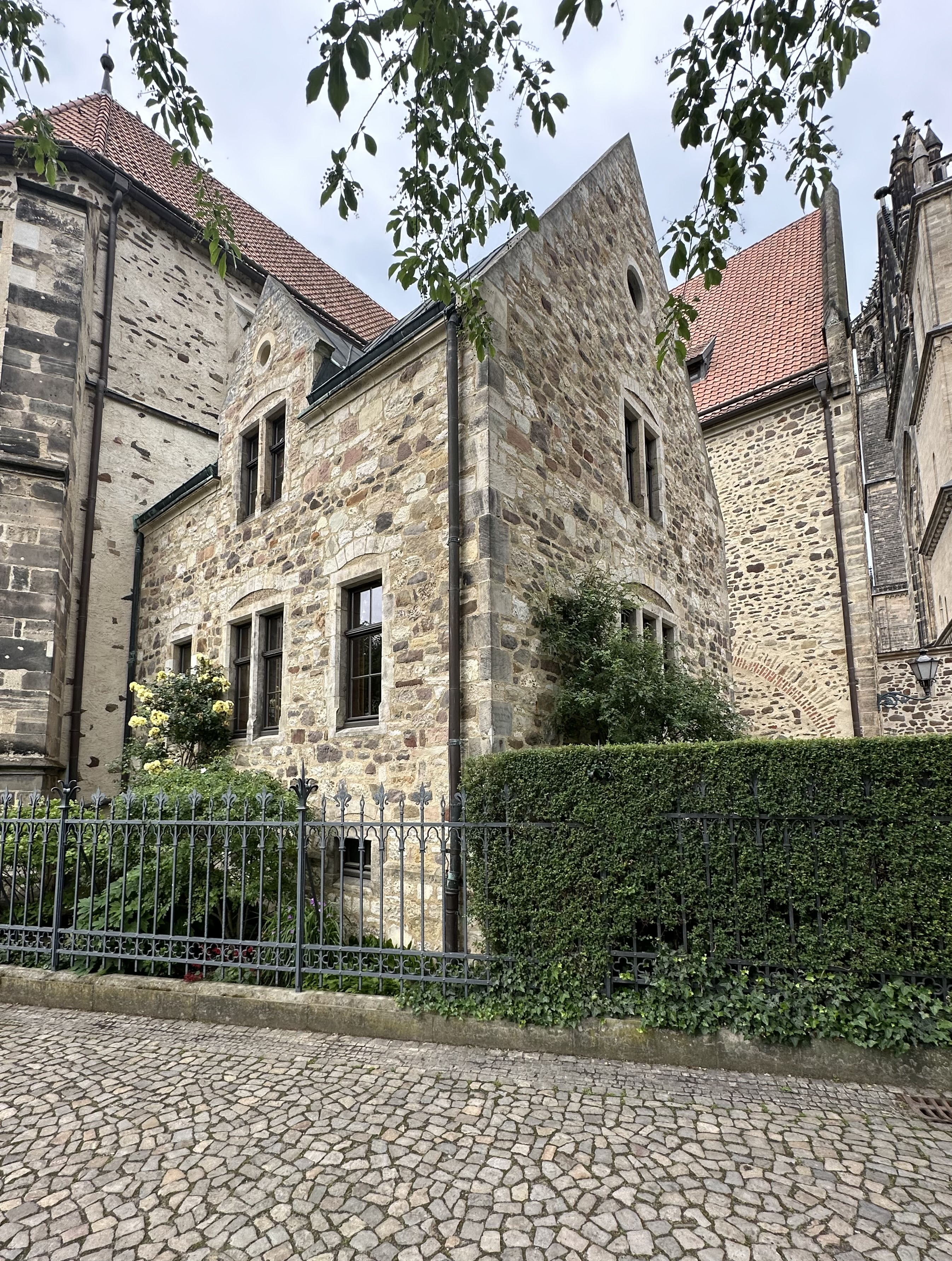
Blick von Nordosten

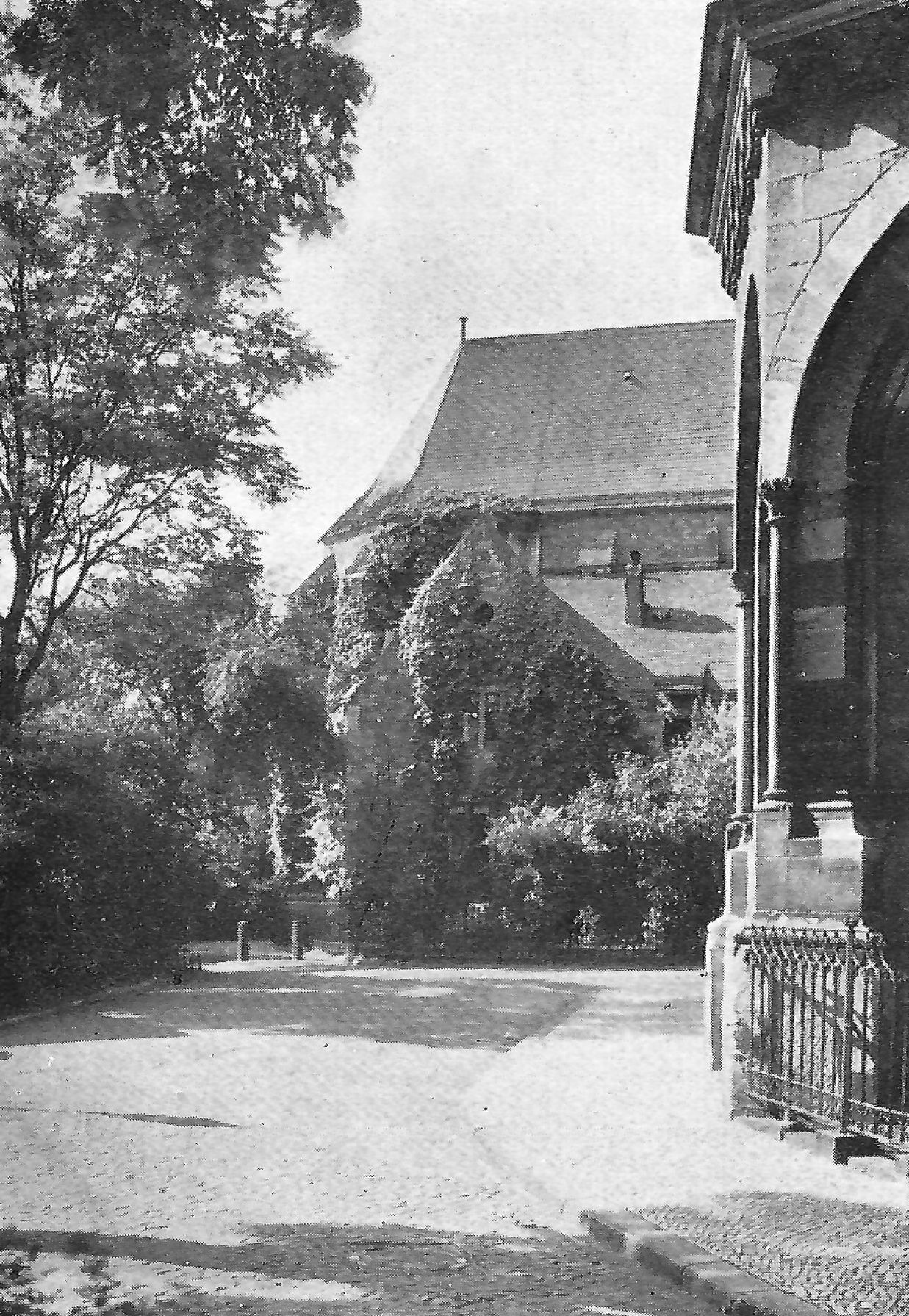
Blick auf das Haus Remtergang 2 in den 1920er Jahren

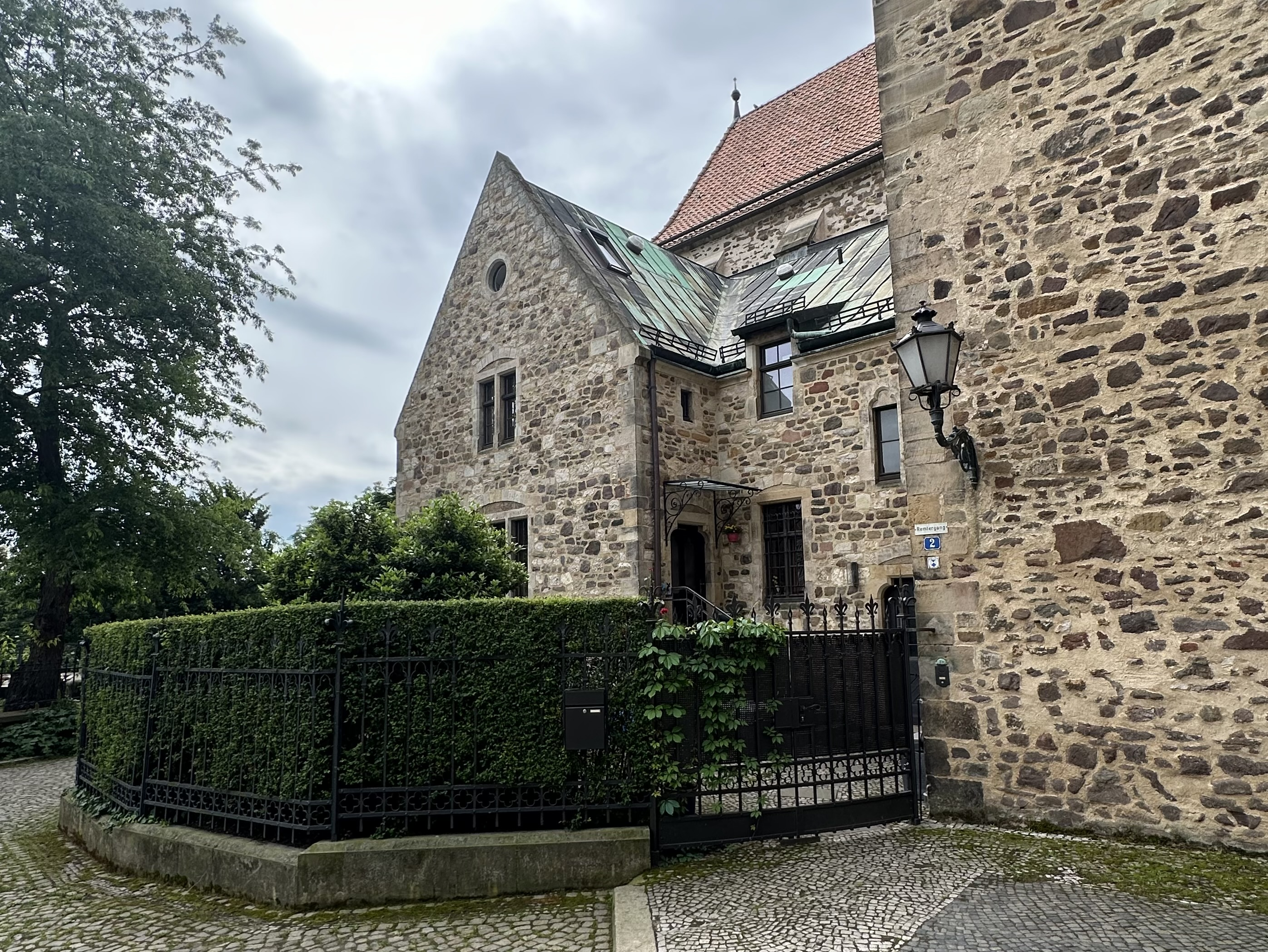
Blick von Nordwesten

Das Haus Remtergang 2 ist ein denkmalgeschütztes Wohnhaus in Magdeburg in Sachsen-Anhalt. 

## Lage
Das Gebäude befindet sich auf der Westseite der Straße Remtergang in der Magdeburger Altstadt, unmittelbar an der Nordseite der Marienkapelle des Magdeburger Doms und der Ostseite des Domremters. Das Haus nimmt somit den Winkel der beiden Gebäudeteile des Domkomplexes ein.

## Architektur und Geschichte
Der Teil des Remters, an den das Haus mit seiner Westseite angrenzt, entstand bereits in der Zeit um 1250. Aus der Tatsache, dass der Remter an dieser Stelle über keine Fenster verfügt, wird geschlussfolgert, dass bereits zu diesem Zeitpunkt auf eine in diesem Bereich bestehende oder erwartete Bebauung Rücksicht genommen wurde. Gleiches gilt für die südlich angrenzende Marienkapelle. Sie wurde nach einem Brand im Jahr 1449 neu errichtet. Auch in diesem Fall wurde auf die Einfügung von Fenstern weitgehend verzichtet. Es besteht lediglich ein rechteckiges Maßwerkfenster, dessen Anordnung so gedeutet wird, dass ein ursprünglich hier stehender Bau über ein Obergeschoss verfügte. Nahe des westlichen Endes der Nordwand der Kapelle gibt es darüber hinaus eine vermauerte Tür.
Möglicherweise handelte es sich bei dem Bau um das 1424 bzw. 1446/1447 in überlieferten Baurechnungen als estuarium capituli bzw. edificium stube dominorum bezeichnete Gebäude.
Denkbar ist auch, dass das Grundstück Standort des Gebäudes war, dass im Jahr 1671 für den Domkämmerer Johann Bilzing, bei der Haube unmittelbar an das Kapitelhaus (Remtergang 1 c) angrenzend, errichtet wurde. Bilzing hatte das Recht, den Brunnen des Kapitelhauses mit zu benutzen. Es wird angenommen, dass das Haus auch im 18. Jahrhundert als Wohnsitz des jeweiligen Domkämmerers genutzt wurde. Zumindest ist für 1724 als Bewohner der Kämmerer Lübeck überliefert. Auch in einem Verzeichnis aus dem Jahr 1750 wird es als des Kämmerers Wohnung bezeichnet. Andere Angaben nennen das Haus Bilzings jedoch als Nummer 1 d und unterscheiden es bewusst von der Nummer 2.
Auf einem Stich aus der Zeit zwischen 1829 und 1838 wird an der Stelle nördlich der Marienkapelle ein eingeschossiger Fachwerkbau dargestellt, der deutlich weiter nach Osten als das heutige Gebäude reichte und den heutigen Remtergang nach Süden abschloss. 
Auf einer Skizze aus dem Jahr 1844 wird für die Stelle ein Schuppen dargestellt, der dem Domaine-Rath Amt privatim gehörte. Der Schuppen bestand auch noch 1864 und war vermutlich der direkte Vorgängerbau des heutigen Gebäudes. Er war ein schmuckloser verputzter Bau, bedeckt mit einem flachen Zinkdach. Untergebracht waren dort Diensträume des Staatsarchivs.
Am 26. Februar 1895 wurde die Errichtung eines neuen Totengräberhauses beschlossen, das später als Küsterhaus genutzt wurde. Der heutige eingeschossige, unverputzte Bau entstand so in der Zeit von 1896 bis 1899. Eine andere wohl unrichtige Angabe nennt als Bauzeit die Zeit um 1880 an und nennt als Nutzung die Wohnung des Domführers.
Das Haus wurde aus Bruchsteinen errichtet und verfügte über ein hohes Drempelgeschoss. Die Fensteröffnungen sind rechteckig ausgeführt und mit abgefasten Gewänden versehen. Oberhalb der Fenster bestehen Segmentbögen. Der Grundriss des Hauses ist L-förmig angelegt. Der Giebel ist nach Norden ausgerichtet. Über der mittleren Achse der Ostfassade besteht ein kleiner Dreiecksgiebel. Im Westen des Südflügels, unmittelbar an den Remter grenzend, befindet sich ein Treppenhaus mit eigenem Eingang. Oberhalb dieses Eingangs befindet sich ein neogotisches Zwillingsfenster. Das Treppenhaus mitsamt seiner Tür dient aktuell als Fluchtweg aus dem im Domkomplex bestehenden Archiv, wobei der Zugang dorthin durch eine Brandschutztür gesichert ist. Das Treppenhaus gehört nicht zur Küsterwohnung. Der eigentliche Zugang zum Haus führt über eine Außentreppe von Westen aus in den Ostflügel.
Das Wohnhaus ist als Teil des Baudenkmals Magdeburger Dom denkmalgeschützt.